# Улица Богдана Хмельницкого (Воронеж)
У́лица Богда́на Хмельни́цкого — одна из старейших улиц Воронежа (микрорайон Отрожка), возникла в начале XX века. Важная транспортная магистраль.
Улица пролегает в Железнодорожном районе, рядом со станцией Отрожка, мимо вагоноремонтного завода имени Тельмана. Пересекает железнодорожные пути (юго-восточный и северный отрезки улицы соединены виадуком).

## История
Наиболее старая часть улицы — та, что примыкает к путям к севера. Она образовалась не позднее начала XX века.
После Октябрьской революции, в период с 1917 по 1920 годы, улица получила наименование «Советская»: на ней стояло здание Совета пристанционного поселка Отрожка.
В 1936 году, улицу назвали по имени машиниста, инициатора стахановских методов труда на железнодорожном транспорте Петра Федоровича Кривоноса. Употреблялось также искаженное название: «улица Кривоносова».
В 1950-х годах улицу назвали в честь Богдана Михайловича Хмельницкого.
В середине XX века микрорайон Отрожка начал расти, активно развивалась улица Богдана Хмельницкого, ставшая главной магистралью Отрожки.

Один за другим поднимаются капитальные дома вдоль улицы Богдана Хмельницкого, стремясь соединиться с бывшим селом Отрожкой.— путеводитель «Воронеж», 1967. - 327 с. - стр. 49
Переулок пересекает улицу. Его название имеет то же происхождение. В переулке находится вагоноремонтный завод имени Тельмана — бывшие железнодорожные вагоноремонтные мастерские, открытые в 1912 году.

## Зеленые зоны общего пользования
- Сквер «Лесная сказка»
- Сквер Тельмана[4].

## Примечательные здания

### Нечетная сторона
- Дом № 13. Жилой дом железнодорожников. Памятник архитектуры. Номер объекта: 3630043000
- Дом № 15. Жилой дом железнодорожников. (1917 год постройки) Памятник архитектуры.  Стиль Модерн. Номер объекта: 363004400.
- Дом № 21. Воронежский электромеханический колледж. Филиал РГУПС в г. Воронеже. Мемориальная доска «В этом здании находился штаб Воронежского боевого участка, который обеспечивал оборону г. Воронежа от немецко-фашистских захватчиков 1942—1943 г.г.»
- Дома № 31. Жилой дом (1934 год постройки)
- Дом № 33. Дом И. Т.Р  в  стиле ар-деко [5](1934 год постройки).

### Четная сторона
- Дом № 32. Жилой дом в стиле  советского неоклассицизма (постройки 1949 г.)
- Дом № 36. Жилой дом (постройки 1957 г.).
- Дом № 38. Жилой дом (постройки 1957 г.)

## Учреждения образования
- Воронежский электромеханический колледж
- МБОУ СОШ № 52